# Wszyscy do domu
Wszyscy do domu (wł. Tutti a casa) – włosko-francuski komediodramat wojenny z 1960 roku w reżyserii Luigiego Comenciniego.

## Fabuła
Kiedy faszystowskie Włochy kapitulują przed aliantami we wrześniu 1943 roku, część włoskiej armii zostaje zdemobilizowana i żołnierze zaczynają wracać do swoich domów. Kraj jest pogrążony w chaosie, zewsząd widać zgliszcza pozostawione przez dogasającą wojnę. Do domu chcą się  dostać porucznik Innocenzi i jego głupkowaty towarzysz, Ceccarelli.

## Obsada
- Alberto Sordi – porucznik Alberto Innocenzi
- Serge Reggiani – rekrut inż. Ceccarelli
- Martin Balsam – sierżant Quintino Fornaciari
- Nino Castelnuovo – Codegato
- Carla Gravina – Silvia Modena
- Eduardo De Filippo – ojciec Alberta
- Claudio Gora – pułkownik
- Mario Feliciani – kapitan Passerini
- Alex Nicol – amerykański więzień
- Guido Celano – faszysta
- Didi Perego – Caterina Brisigoni
- Achille Compagnoni – partyzant[2]

## Produkcja
Zdjęcia kręcono we Włoszech w następujących lokacjach według regionów:
- Kampania (Neapol);
- Lacjum (Rzym, Gaeta);
- Toskania (Livorno, Collesalvetti, Piza, Fauglia);
- Wenecja Euganejska (Adria w prowincji Rovigo)[3].